# ТЕЦ Гарбарі
ТЕЦ Гарбарі (ЕС-1) — колишня теплоелектроцентраль у центральній Польщі у місті Познань.
Ще в 1904 році у Познані відкрили електростанцію Гроблі, котра первісно мала дві парові турбіни потужністю по 1 МВт, а в 1914-му отримала ще дві з показниками по 4 МВт. Втім, вже за півтора десятиліття зростаючий попит змусив узятись за будівництво нової станції, відомої як Грабарі. У 1929 році тут запустили три пиловугільні котли та два турбогенератори потужністю по 8 МВт (з можливістю збільшення до 10 МВт). Один із них складався із турбіни чеського Першого Брненського машинобудівного заводу та генератора німецької компанії Siemens-Schuckert, тоді як другий повністю постачила швейцарська Brown Boveri.
У 1931 році в центральній котельні змонтували четвертий котел, виготовлений познанським заводом Іполіта Цегельського (Hipolit Cegielski), що дало змогу довести потужність станції до 20 МВт.
Під час німецької окупації в роки Другої світової війни відбулося розширення ТЕС. У 1941 році тут встановили котел виробництва Maschinenfabrik Germania vormals J. S. Schwalbe & Sohn із Хемніца, до якого наступного року додали котел заводу Цегельського, який тоді носив назву Deutsche Waffen- und Munitionsfabriken Posen. Це дало змогу запустити третій агрегат потужністю 15 МВт, який мав турбіну Першого Брненського машинобудівного заводу та генератор Siemens-Schuckert.
Уже після завершення війни, у 1952 році, змонтували четвертий агрегат виробництва шведської ASEA-Stal, який мав турбіну потужністю 30 МВт та два генератори.
З 1959 року го станція почала постачати технологічний пар, а в середині 1960-х її залучили до живлення системи опалення.
У 1970-х агрегати ж№ 1 та 4 вибули з експлуатації через поламки, тоді як №№ 3 та 2 пропрацювали до 1999-го та 2001 року відповідно. Після закриття станції Грабарі в Познані продовжила працювати ТЕЦ Каролін (ЕС-2).